# John Ross
John Ross (Turkeytown, Nación Cheroqui —hoy Alabama—; 3 de octubre de 1790-Washington D. C.; 1 de agosto de 1866), también conocido por su nombre Cheroqui, Kooweskoowe ("La Garza"), fue un cacique principal cheroqui.

## Biografía
Luchó en la guerra de 1812 con los colonos y participó en la batalla de Horseshoe Bend contra los creek. Formó parte del Consejo Nacional Cherokee desde 1817 y fue uno de los inspiradores de la Constitución Cherokee de 1827.
Intentó oponerse a la expulsión de su tribu de la zona por vías jurídicas legales pero no lo consiguió. El presidente Andrew Jackson le obligó a dejar Oklahoma en 1838. Fue uno de los organizadores de la Cherokee Nation (Nación Cherokee) en Oklahoma, donde continuó como presidente, pero no pudo evitar las luchas internas.
Durante la Guerra de Secesión apoyó a los Estados Confederados junto a los creek, pero en 1862 fueron derrotados e invadidos por las tropas federales. Ross se rindió y fue hecho prisionero, aunque le liberaron al poco tiempo. Siguió como presidente cherokee hasta su muerte.
- Datos: Q984347
- Multimedia: John Ross (Cherokee Chief) / Q984347